# Rolador
Rolador é um município brasileiro do estado do Rio Grande do Sul.